# Magnesiumethanolat
Magnesiumethanolat ist ein organisches Salz der Summenformel C4H10MgO2.

## Gewinnung und Darstellung
Magnesiumethanolat kann durch Einwirkung von amalgamiertem Magnesium auf Ethanol gewonnen werden.

## Eigenschaften
Magnesiumethanolat liegt als weißes bis leicht graues Salz vor.

## Verwendung
Magnesiumethanolat ist ein Katalysator für Kondensationsreaktionen und kann als Rohstoff für die Synthese von Glycolestern, Polymeren und Magnesiumorganischen Verbindungen verwendet werden.